# Typhlodromus qianshanensis
Typhlodromus qianshanensis är en spindeldjursart som beskrevs av Wu 1988. Typhlodromus qianshanensis ingår i släktet Typhlodromus och familjen Phytoseiidae. Inga underarter finns listade i Catalogue of Life.